# Cardassiané (Star Trek: Stanice Deep Space Nine)
Cardassiané (v anglickém originále Cardassians) je v pořadí pátá epizoda druhé sezóny seriálu Star Trek: Stanice Deep Space Nine.

## Příběh
V doprovodu svých adoptivních rodičů dorazí na stanici Deep Space Nine Rugal, jeden z mnoha válečných sirotků, které Cardassiané při svém odchodu zanechali na Bajoru. Bajorané ho však vychovali k nenávisti vůči jeho rase a chlapec záhy napadne cardassijského krejčího Garaka. Po dobu vyšetřování incidentu zůstává Rugal v rodině náčelníka Milese O'Briena, který z toho kvůli špatným zkušenostem z Cardassiany není zrovna nadšený. Při vyšetřování incidentu vychází najevo, že chlapec je synem Kotana Pa'Dara, vysokého úředníka a politika Cardassijské unie, který byl součástí okupačních sil na Bajoru, kde byl s celou rodinou. Věřil, že jeho rodina byla zabita při útoku bajorských teroristů.
Poté, co vyšlo najevo, že se Cardassiané zapletli do bajorského izolacionistického hnutí Za globální jednotu, byl Kotan Pa'Dar pověřen vyšetřováním a měl odhalit vysoce postavené cardassijské důstojníky, kteří byli do incidentu zapleteni. Jedním z podezřelých byl gul Dukat. Ten se ale už za okupace připravil na případné vydírání Pa'Dara tím, že jeho syna Rugala tajně odvedl do bajorského sirotčince v Tozhatu, odkud si ho vzali na vychování bajorští adoptivní rodiče. Dukat tak mohl tvrdit, že Pa'Dar zanechal svého syna na Bajoru úmyslně, což by ho v cardassijské společnosti se silnými rodinnými vazbami zcela zdiskreditovalo.
Dukatův plán zmaří Garak a doktor Bashir, kteří prokážou, že malého Rugala do sirotčince přivedla Dukatova podřízená. Komandér Sisko vrátí chlapce jeho biologickému otci a oba poté odcestují zpět na Cardassii.

## Zajímavosti
- Poprvé zazní původní (cardassijský) název současné stanice Deep Space Nine: Terok Nor.
- Divák se dozví o dalších událostech během cardassijské okupace Bajoru.